# 羽黑山政司
羽黑山政司（日语：／ Haguroyama Masaji，1914年11月18日—1969年10月14日），本名小林正治，日本新潟縣西蒲原郡松長村出身的大相撲力士，第36代横綱。他身高1.79米，重130公斤。

## 本歷
小林正治1914年11月18日生於新潟縣西蒲原郡松長村一個農家，是家中3子。
他在1934年1月開始專業相撲生涯，他的晉級非常快，他於1937年5月成為幕內級力士。在成為關脇後的一場比賽被晉級為大關。在1941年1月的比賽中獲得亞軍，並在1941年5月晉級為横綱，獲得了他的第一個幕內優勝。
在1945年11月他的對手雙葉山定次退役後，他成為主角，連續四場比賽勝利。然而，在1947年11月，他斷了他的跟腱，直到1949年5月才康復。在1952年1月比賽他得到15:0的完勝記錄。他於1953年9月退休，當時他接近39歲。
他後出任立浪部屋的教練，並以他的訓練和雄厚的實力而聞名，被稱為“鋼鐵製造”，培訓出大關若羽黑朋明等力士，在1969年去世時把部屋管理權交給女婿關脇羽黒山礎丞。
1969年10月14日，他在東京都新宿區慶應義塾大學醫院死於尿毒症。